# Biblioteca digitale lombarda
La Biblioteca digitale lombarda (citata anche come Biblioteca digitale della Lombardia) è un progetto per la digitalizzazione del patrimonio di biblioteche e archivi della Lombardia.

## Aspetti generali

### Il primo progetto (2008-2012)
Una prima parte del progetto di digitalizzazione fu realizzata in una sezione del sito LombardiaBeniCulturali con contenuti provenienti da cinque diversi istituzioni.
- Biblioteca civica Angelo Mai, Bergamo
  - Almanacchi bergamaschi del XIX e XX secolo
  - Libretti per musica di rappresentazioni bergamasche
- Istituto per la Storia dell'Arte Lombarda, Cesano Maderno
  - Arte Lombarda
- Civica biblioteca Ricottiana, Voghera
  - Fonti per la storia di Voghera: XVI-XX secolo
  - Periodici vogheresi: 1851-2004
  - Strumenti bibliografici di interesse lombardo
- Ufficio Biblioteche Provincia di Brescia, Brescia
  - Raccolta di storia locale dalle biblioteche della Rete bibliotecaria bresciana
- Università degli Studi di Milano - Biblioteca di Scienze della Storia e della Documentazione Storica
  - Gride e Gridari Seicenteschi del Ducato di Milano

### La nuova biblioteca digitale (dal 2013)
Tramite il progetto "Digital Library: digitalizzazione e disponibilità in linea di documentazione scientifica e formativa" è stata proseguita la digitalizzazione di beni librari e archivistici. ed è stato realizzato il sito internet attuale presentato nell'ottobre 2015.
Per il periodo 2016-2020 è previsto un ampliamento dei contenuti.

## Istituzioni coinvolte
| Nome                                                                                                | Città          |
| --------------------------------------------------------------------------------------------------- | -------------- |
| Archivio Storico Comunale                                                                           | Lodi           |
| Archivio di Stato di Como                                                                           | Como           |
| Biblioteca civica Angelo Mai                                                                        | Bergamo        |
| Biblioteca civica Luigi Majno                                                                       | Gallarate      |
| Biblioteca Queriniana                                                                               | Brescia        |
| Biblioteca civica Ricottiana                                                                        | Voghera        |
| Biblioteca civica Uberto Pozzoli                                                                    | Lecco          |
| Biblioteca civica centrale                                                                          | Monza          |
| Biblioteca civica di Varese                                                                         | Varese         |
| Biblioteca comunale Laudense                                                                        | Lodi           |
| Biblioteca comunale centrale di Milano                                                              | Milano         |
| Biblioteca Teresiana                                                                                | Mantova        |
| C.I.R.S.T.E. Centro Interdipartimentale di Ricerca per la Storia della Tecnica Elettrica            | Pavia          |
| Centro Camuno di Studi Preistorici                                                                  | Capo di Ponte  |
| Civiche Raccolte Grafiche e Fotografiche Gabinetto dei Disegni Castello Sforzesco                   | Milano         |
| Conservatorio Luca Marenzio                                                                         | Brescia        |
| Fondazione Biblioteca Morcelli - Pinacoteca Repossi                                                 | Chiari         |
| Fondazione La Triennale di Milano                                                                   | Milano         |
| Fondazione Mansutti                                                                                 | Milano         |
| Istituto nazionale Ferruccio Parri                                                                  | Milano         |
| Istituto per la Storia dell'Arte Lombarda                                                           | Cesano Maderno |
| Kosmos - Museo di storia naturale dell'Università di Pavia                                          | Pavia          |
| Civica raccolta delle stampe Achille Bertarelli                                                     | Milano         |
| Rete bibliotecaria bresciana                                                                        |                |
| Servizio Biblioteca Archeologica, Biblioteca d'Arte                                                 | Milano         |
| Società Umanitaria                                                                                  | Milano         |
| Touring Club Italiano                                                                               |                |
| Università degli Studi di Brescia, biblioteca di economia e giurisprudenza sezione storica          | Brescia        |
| Università degli Studi di Milano, biblioteca di scienze della storia e della documentazione storica | Milano         |
| Università degli Studi di Pavia, Dipartimento di Studi umanistici                                   | Pavia          |